# Cubjac
Cubjac là một xã của Pháp, nằm ở tỉnh Dordogne trong vùng Aquitaine của Pháp. Xã này có diện tích 20,62 km2, dân số năm 2004 là 665 người. Xã nằm ở khu vực có độ cao trung bình 140 m trên mực nước biển.

## Thông tin nhân khẩu
| Năm    | 1962 | 1968 | 1975 | 1982 | 1990 | 1999 | 2004 |
| ------ | ---- | ---- | ---- | ---- | ---- | ---- | ---- |
| Dân số | 614  | 572  | 594  | 646  | 636  | 643  | 665  |